# مطار واداليانتشي ديدو
مطار واداليانتشي ديدو (بالصينية: 五大连池德都机场) مطار عام يقع بمدينة Wudalianchi في هيلونغجيانغ في شمال شرق الصين. يقع جنوب غرب وسط المدينة وعلى بعد 11 كيلومترًا (6.8 ميل) من منتزه واداليانتشي الوطني.
حصل المطار على موافقة مجلس الدولة الصيني واللجنة العسكرية المركزية في 25 ديسمبر 2013. بلغت ميزانية البناء 644.41 مليون يوان، و74 مليون يوان إضافية للبنية التحتية المرتبطة من المطار. افتتح المطار في 22 نوفمبر 2017، برحلة افتتاحية لشركة Loong Air من مطار مطار هاربين الدولي.

## شركات الطيران والوجهات
| شركـات طيـران         | الوجهات            |
| --------------------- | ------------------ |
| Chengdu Airlines      | مطار هاربين الدولي |
| China United Airlines | مطار هاربين الدولي |

## وصلات خارجية
- http://www.flightstats.com/go/Airport/airportDetails.do?airportCode=